# Fresnoy-en-Gohelle
 Fresnoy-en-Gohelle  es una población y comuna francesa, situada en la región de Norte-Paso de Calais, departamento de Paso de Calais, en el distrito de Arras y cantón de Vimy.

## Demografía
| 127 | 127 | 120 | 140 | 206 | 199 |
| Para los censos de 1962 a 1999 la población legal corresponde a la población sin duplicidades (Fuente: INSEE [Consultar]) |     |     |     |     |     |